# Швеция во Второй мировой войне

Расположение Швеции в Европе, 1942

Во время Второй мировой войны Швеция официально придерживалась политики нейтралитета. Сочетание её геополитического местоположения на Скандинавском полуострове и успешная политика маневрирования помогли стране сохранить свой официальный нейтралитет на протяжении всей войны.

## История
Швеция более ста лет занимала нейтральную позицию в международных отношениях — с конца наполеоновских войн от 1815 года. В мире с 1939 года примерно двадцать стран придерживались политики нейтралитета, но лишь восемь европейских стран оказались способны, как и Швеция, официально поддерживать эту позицию на протяжении всей Второй мировой войны. Этими странами были Ирландия, Португалия, Испания, Андорра, Лихтенштейн, Ватикан, Сан-Марино и Швейцария. Социал-демократическое шведское правительство во время войны сделало несколько уступок, неоднократно весьма серьезно нарушая нейтралитет в пользу как Германии, так и западных союзников.

### Сотрудничество Швеции с противниками СССР
Во время Советско-финской войны (1939–1940) в Швеции была организована помощь финнам. Из Швеции в Финляндию отправился «Svenska frivilligkåren» («Шведский добровольческий корпус») из бывших и действующих военнослужащих шведской армии, который насчитывал 9640 добровольцев. При этом Швеция утверждала, что не является стороной конфликта и продолжает соблюдать нейтралитет. Швеция также предоставила Финляндии значительные денежные кредиты, посылала оружие, организовывала сбор средств и вещей.

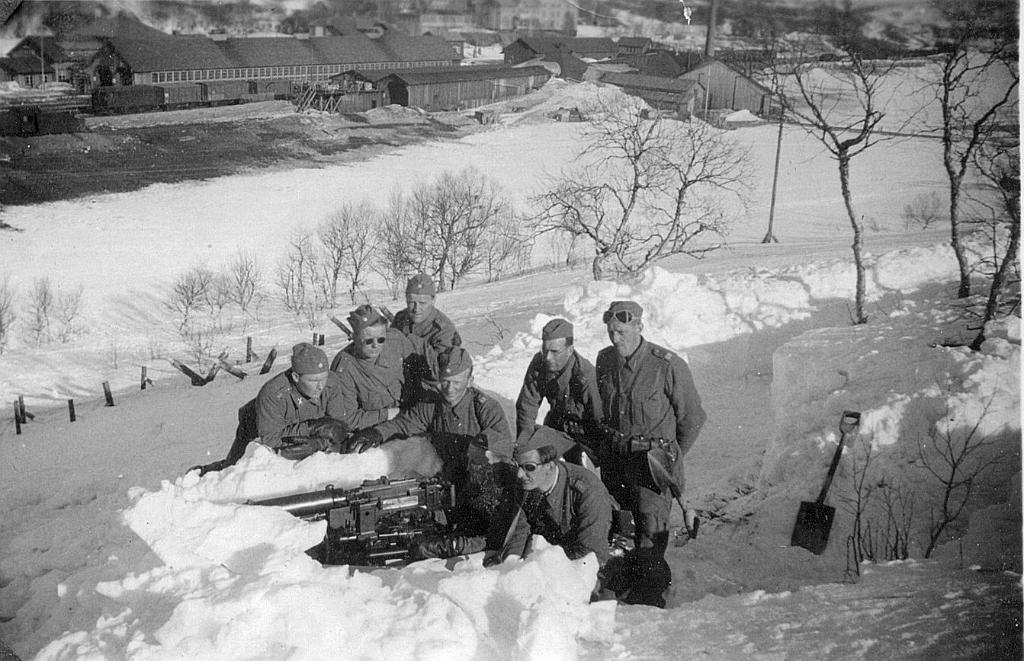
Storlien, 1943, Шведские военные учения

Во время нападения Германии на СССР Швеция позволила Вермахту использовать шведские железные дороги для перевозки (июнь–июль 1941 г.) немецкой 163-й пехотной дивизии вместе с гаубицами, танками, зенитными орудиями и боеприпасами из Норвегии в Финляндию. Немецким солдатам, ехавшим в отпуск из Норвегии и Германии, разрешали проезд через Швецию. Фактически же под видом «отпускников» через Швецию шёл постоянный транзит немецких войск и грузов (всего в 1941—1944 годах перевезено до 2 млн немецких солдат и около 100 тысяч вагонов военных грузов).
Всего в период Второй мировой войны в вооружённых силах нацистской Германии служили 315 шведов, из них к концу войны в советском плену оказались 72 человека. В составе вооружённых сил Финляндии против СССР воевали также Шведский добровольческий корпус (1500 человек), Шведская добровольческая рота (единовременно насчитывала до 150 человек, за войну через неё прошло 1700 человек), лётчики-добровольцы и др.
В то же время, 9.07.1941 г. на шведском минном заграждении, выставленном между островами Готланд и Эланд, погибли три немецких минных заградителя - "Tannenberg", "Hansestadt Danzig", "Preussen".
Железная руда продавалась Швецией в Германию на протяжении всей войны. Даже в 1944 году в Германию было поставлено 11 млн тонн шведской руды — 80 % от стоимости её экспорта, в прежние военные годы эти цифры были ещё больше. Поскольку в шведской руде было в два раза больше железа[сколько?], чем в руде, добытой в Германии, Чехословакии или Франции, то около 40 % германского вооружения изготавливалось из шведского железа.
На протяжении всей войны Германия вела активную пронемецкую пропаганду на шведское общество через большое количество традиционно дружественной ей прессы. В свою очередь, СССР пытался ей активно противодействовать, хотя наиболее действенной агитацией в пользу нейтралитета всё-таки стали победы Красной Армии на фронтах и гибель многих шведских «добровольцев» в России.

### Сотрудничество Швеции с СССР
Швеция интернировала три советских тральщика с военнослужащими, переплывших на её территорию в начале октября 1941 года после падения обороны острова Эзель в ходе Моонзундской оборонительной операции; два корабля Швеция вернула СССР после войны, судьба третьего не установлена. Известно об интернировании в Швеции 3 транспортов, 20 буксиров и свыше 200 мелких рыболовных и прочих судов, бежавших от немцев из материковой Эстонии и Моонзунда. Кроме того, на территории Швеции оказались советские военнопленные, которые также были интернированы. В 1944 году власти Швеции репатриировали в СССР часть советских военнослужащих. По состоянию на 31 октября 1944 года из Швеции в СССР были репатриированы 916 человек (все военнопленные), по состоянию на 30 декабря 1944 года количество репатриированных в Советский Союз из Швеции составляло уже 1289 человек (из них 1263 военнопленных и 26 гражданских лиц).
В последний год войны Швеция принимала беженцев из Германии и Прибалтики. В июне 1945 года Советский Союз потребовал выдачи около двух тысяч солдат, прибывших в Швецию в немецкой военной форме. Основную их часть составляли немцы. Правительство Швеции отказалось их выдать, как и 30 тысяч гражданских лиц, бежавших в страну. Однако в начале 1946 года 145 прибалтийских легионеров и 227 немцев, совершивших военные преступления на территории СССР, были выданы Советскому Союзу. При этом бо́льшая часть нацистских солдат, в том числе шведов, осталась в стране и не понесла наказания за преступления.

### Сотрудничество Швеции с западными союзниками
В последний период войны шведская военная разведка помогала[когда?] обучать солдат и беженцев из Дании и Норвегии военному делу. Эти мероприятия шведы объявили подготовкой полицейских сил соответствующих стран на послевоенный период, в действительности обучающиеся проходили обычную пехотную подготовку. Союзники в 1944 и 1945 годах использовали шведские авиабазы.
Швеция также стала убежищем для антинацистских и еврейских беженцев со всех уголков Европы. В 1943 году, скрываясь от приказа депортировать из Дании еврейское население в концлагеря, около 8000 евреев бежали в Швецию. Швеция стала убежищем и для норвежских евреев, которые бежали из оккупированной нацистами Норвегии.

### «Балтийская проблема»
В летнюю компанию 1942 года командование советского Балтийского флота поставило задачу прервать массовый грузопоток из Швеции в Германию морским транспортом по Балтийскому морю. При прорыве советских подводных лодок в Балтику из Кронштадта часть их получили задачу действовать вдоль границы шведских территориальных вод, запретив при этом атаки судов под шведским флагом. Однако, как утверждалось советской стороной — по ошибке, некоторые ПЛ топили и шведские суда и атаковали германские и финские транспорты в шведских территориальных водах. В ответ шведские ВМС ввели эскортирование германско-финских морских конвоев даже в нейтральных водах (что было явным военным сотрудничеством), вели поиск и атаки советских ПЛ глубинными бомбами и артиллерией, причем делали это и далеко за границей своих территориальных вод. Известно о потоплении советскими ПЛ 6 шведских транспортов и как минимум о 15 атаках шведскими кораблями советских подлодок (предположительно, шведами была потоплена Щ-317 шведским эсминцем «Стокгольм» 12 июля 1942 года). Советское командование в итоге в сентябре 1942 года отдало приказ о прекращении действия своих ПЛ вблизи шведских берегов и о передислокации ПЛ из северной Балтики в центральную и южную части Балтийского моря, после чего советско-шведские инциденты на море прекратились.

### Защита воздушного пространства
В ходе войны авиация враждующих сторон неоднократно вторгалась в воздушное пространство Швеции, самолёты совершали вынужденные посадки на её территории по разным причинам. ПВО Швеции сбила ряд самолётов. Во время Норвежской кампании в июне 1940 года зенитным огнём были сбиты самолёты ВВС Германии: транспортный Ju 52 и бомбардировщик Ju 88. В апреле 1944 года был сбит перехватчик Me 410.

## Катастрофа в Хорс-фьорде
17 сентября 1941 года в шведской военно-морской базе в Хорс-фьорде (Hårsfjärden) южнее Стокгольма на стоявшем у причала эсминце «Göteborg» в 9 часов 58 минут произошёл сильный взрыв, примерно через минуту такой же взрыв повторился на пришвартованном к нему эсминце «Klas Horn». Начался сильный пожар, из пробоин на воду выливалось горящее топливо.  От него в свою очередь загорелся третий эсминец «Klas Uggla». В период с 10 часов 15 минут по 11 часов 15 минут все три эсминца затонули. Погибло 33 члена экипажей (15 на «Klas Horn», 13 на «Göteborg», 5 на «Klas Uggla»). Эта катастрофа является крупнейшей в современной истории ВМС Швеции. В ходе расследования высказывались версии о несчастном случае (взрыв паров топлива в цистернах, взрыв баллона сжатого воздуха и т.д.), взрыв торпеды или артиллерийского боеприпаса, падение боеприпаса с самолёта, диверсия (причем в качестве заинтересованных организаторов её рассматривались советские, германские и британские спецслужбы). В итоге в 1943 году комиссия пришла к выводу, что установить причину взрыва невозможно. Эсминцы подняли весной и летом 1942 года, в строй ввели только два из них.

### В популярной культуре
- Граница (фильм, 2011)

### На английском языке
- Carlgren, W. M. Swedish foreign policy during the Second World War (London: E. Benn, 1977)
- Fritz, Martin. The Adaptable Nation: essays in Swedish economy during the Second World War (Göteborg: Ekonomisk-historiska inst., Univ.: 1982)
- Gilmour, John. Sweden, the Swastika, and Stalin: The Swedish Experience in the Second World War (2011) online
- Levine Paul A. «Swedish neutrality during the Second World War: tactical success or moral compromise?» in Wylie, Neville, European neutrals and non-belligerents during the Second World War (Cambridge University Press, 2002)
- Levine, Paul A. From indifference to activism: Swedish diplomacy and the Holocaust, 1938—1944 (Uppsala: Univ.: 1996)
- Ludlow, Peter. «Britain and Northern Europe 1940—1945», Scandinavian Journal of History (1979) 4: 123-62
- Ross, John. Neutrality and International Sanctions (неопр.). — New York: Praeger, 1989. — ISBN 978-0-275-93349-4.
- Scott, Carl-Gustaf. The Swedish Midsummer Crisis of 1941: The Crisis that Never Was (англ.) // Journal of Contemporary History[англ.] : journal. — 2002. — Vol. 37, no. 3.
- Wahlbäck, Krister. «Sweden: Secrecy and Neutrality», Journal of Contemporary History (1967) 2#1
- Ziemke, Earl F. Command Decisions. — United States. Dept. of the Army. Office of Military History, 1960.

### На шведском языке
- Adolfsson, Mats. Bondeuppror och gatustrider: 1719—1932 (швед.). — Natur och kultur ; Svenskt militärhistoriskt bibliotek, 2007. — ISBN 978-91-27-02633-9.
- Andrén, Nils Bertel Einar. Maktbalans och alliansfrihet (швед.). — Norstedts Juridik, 1996. — ISBN 978-91-39-00037-2.
- Linder, Jan. Andra Världskriget och Sverige (швед.). — Stockholm: Svenskt militärhistoriskt bibliotek, 2002. — ISBN 91-974056-3-9.
- Wangel, Carl-Axel. Sveriges militära beredskap 1939—1945 (швед.). — Stockholm: Militärhistoriska Förlaget, 1982. — ISBN 978-91-85266-20-3.

### На русском языке
- С. В. Патянин. Корабли Второй мировой войны. ВМС Германии.Часть 1. — Москва, 2005. — (Морская коллекция № 8 / 2005).